# Mythimna guanyuana
Mythimna guanyuana es una polilla de la familia Noctuidae. Se encuentra en Taiwán.